# Mark Geiger
Mark William Geiger (ur. 25 sierpnia 1974) – amerykański sędzia piłkarski pochodzący z Beachwood w stanie New Jersey. W przeszłości był nauczycielem matematyki w jednym z liceów w New Jersey.
Od 2008 jest sędzią FIFA. W 2012 Geiger został wybrany jako jeden z 16 arbitrów do sędziowania na Igrzyskach Olimpijskich w Londynie. 14 stycznia 2014 r. Geiger został mianowany jednym z 25 sędziów na Mistrzostwach Świata w Piłce Nożnej 2014.

## Sędziowane mecze Mistrzostw Świata 2014
| Mecz              | Data       | Miejsce                          | Runda        | Wynik | Żółta kartka | Czerwona kartka |
| ----------------- | ---------- | -------------------------------- | ------------ | ----- | ------------ | --------------- |
| Kolumbia – Grecja | 14.06.2014 | Estádio Mineirão, Belo Horizonte | Faza grupowa | 3:0   | 3            | 0               |
| Hiszpania – Chile | 18.06.2014 | Maracanã, Rio de Janeiro         | Faza grupowa | 0:2   | 3            | 0               |
| Francja – Nigeria | 30.06.2014 | Estádio Mané Garrincha, Brasília | 1/8 Finału   | 2:0   | 1            | 0               |

## Sędziowane mecze Pucharu Konfederacji 2017
| Mecz               | Data       | Miejsce                   | Runda        | Wynik | Żółta kartka | Czerwona kartka |
| ------------------ | ---------- | ------------------------- | ------------ | ----- | ------------ | --------------- |
| Australia – Niemcy | 19.06.2017 | Stadion Olimpijski, Soczi | Faza grupowa | 2:3   | 2            | 0               |

## Sędziowane mecze Mistrzostw Świata 2018
| Mecz                      | Data       | Miejsce                  | Runda        | Wynik      | Żółta kartka | Czerwona kartka |
| ------------------------- | ---------- | ------------------------ | ------------ | ---------- | ------------ | --------------- |
| Portugalia – Maroko       | 20.06.2018 | Stadion Łużniki, Moskwa  | Faza grupowa | 1:0        | 2            | 0               |
| Korea Południowa – Niemcy | 27.06.2018 | Kazań Ariena, Kazań      | Faza grupowa | 2:0        | 4            | 0               |
| Kolumbia – Anglia         | 3.07.2018  | Otkrytije Ariena, Moskwa | 1/8 Finału   | 1:1 k. 3:4 | 8            | 0               |